# セーピアン・セーナムノイダム決壊事故
セーピアン・セーナムノイ副ダム決壊事故は、2018年7月23日18時頃にラオスのチャムパサック県パクソン郡のホアイマクチャン川、セーピアン川、セーナムノイ川に建設中であったセーピアン・セーナムノイダムの副ダム（D)が決壊した事故である。セーピアン川へと大量の貯水が一気に流出したことでアタプー県サナームサイ郡の下流域にあたるセーピアン川沿いおよびセコング川沿いの少なくとも19村（マイ村、ヒンラート村、サノングタイ村、ターセンチャン村、タモーニョート村、ターヒンタイ村、ターボック村等）の2657世帯、14108人（女性7705人）が被害を受け、42名が死亡した。

## 概要
セーピアン・セーナムノイダムは韓国・タイ・ラオスの企業の合弁会社が建設していた水力発電用のダムである。7月22日の夜、ダムの上部が一部流出しているのが発見され、復旧を試みるも台風9号（ソンティン）の影響を受けた集中豪雨により作業が進まず決壊に至った。
7月24日ラオス政府は同地区を国家緊急災害地域に指定し、本格的な救援を開始している。

## 経緯
- 7月20日 - 5ヵ所の補助ダムのうち、1ヵ所のダムにおいて11 センチメートル (cm) 沈下しているのが確認される[7]。
- 7月22日21時（現地時間[注釈 1]） - 副ダムの一つ（サドルダムD）で上部が押し流されているのが発見される[2][8][9]。直後、SKエンジニアリング・アンド・コンストラクション (SK E&C) が当局に通報、住民の避難が始まる[8]。
- 7月23日
  - 3時 - サドルダムDの水位を下げるため、セーナムノイダム（主ダム）の一つから放流[9]。
  - 正午頃 - 政府が川下の住人に正式な避難命令を出す[8]。
  - 18時頃 - ダムの亀裂の拡大が確認される[9]。
  - 20時頃 - ダムが決壊[9][10]。50億 立方メートル (m3) の水が流出する[11]。
- 7月24日
  - 1時30分 - サドルダム付近の村が冠水[9]。
  - 9時30分までに7ヶ村が冠水[9]。
  - ラオス政府は7月閣議にて同地区を国家緊急災害地域に指定、労働社会福祉省が中心となり、国防省、アタプー県らと協力し特別対策委員会を設置。義援金については中央では労働社会福祉省国家災害防止管理委員会および地方では県庁が管轄とした[12]
- 7月25日
  - 18時トンルン首相が記者会見を行い、587世帯、3060人が一時的に避難しており、少なくとも26人が死亡し、131人が行方不明になっていると発表。洪水が下流域に及び13村に被害が拡大しているとした[13]
  - ソーンサイ副首相をトップとする国家天災対策特別委員会（ຄະນະກຳມະການ ສະເພາະກິດແກ້ໄຂໄພພິບັດລະດັບຊາດ）を設置[14]

| No | 名前                                   | 政府での役職           | 委員会での役職 |
| 1  | ソーンサイ・シーパンドーン             | 副首相                 | 委員長         |
| 2  | スーヴォーン・ルアングブンミー（中将） | 国防相副大臣           | 副委員長       |
| 3. | シンタヴォング・サイニャコーン（少将） | 公安省副大臣           | 委員           |
| 4  | Dr.カムケオ・サーンブンクンサイ        | 労働社会福祉省副大臣   | 委員           |
| 5  | プートーン・ムアングパーク             | 保健省副大臣           | 委員           |
| 6  | カムパオ・ウーンタヴァン（女性）       | 外務省副大臣           | 委員           |
| 7  | トングパット・ヴォンマニー             | 農林省副大臣           | 委員           |
| 8  | チャンソーン・センブッタラート         | エネルギー鉱山省副大臣 | 委員           |
| 9  | サワンコーン・ラサムントリー           | 情報文化観光省副大臣   | 委員           |
| 10 | ブンミー・プッタヴォング               | 天然資源環境省副大臣   | 委員           |
| 11 | ヴィライカム・ポーサラート（女性）     | 公共事業運輸省副大臣   | 委員           |
| 12 | アーサファントング・シーパンドーン     | 財務省副大臣           | 委員           |
| 13 | Dr.カムパイ・シーサワン                | 教育スポーツ省副大臣   | 委員           |
| 14 | 県副知事                               | 被害を受けた各県       | 委員           |

- 7月26日
  - 第1回国家天災対策特別委員会会議を開催、①被害者支援、②損害評価、③回復計画、④長期的開発計画、⑤事故原因調査と長期的な解決、⑥状況報告報道および天災警報計画の策定等について協議

- 7月28日
  - 9名の死体を確認し、123名が行方不明と発表[15]
- 7月30日
  - 17時までに累積で11名の死体を確認。1名はカンボジア領内で発見、行方不明者は120名以上。
  - シンタヴォング公安省副大臣らはアタプー県を訪問、13村2,528世帯、11,805人が影響をうけ、うち6村が甚大な被害を受けたと発表[16]。
- 7月31日
  - 国家天災対策委員会会議が開催。会議では事故は天災ではないことから通常の天災の補償制度ではない補償パッケージを適用するとした[17] 。
- 8月1日
  - 水位が下がり舟はセーピアン川でのみ使用が可能であるが、水流はセーピアン川に沿って流れているだけではない状態で家や水田などに流れ込んでいる状態。8月1日には2名の死体をヒンラート村の水田で発見。これにより累積13名の死体を収容[18]。
  - カン・ギョンファ韓国外相とサルムサイ外相はアセアン外相会議のために訪問していたシンガポールで協議。重い雰囲気の中行われた。カン・ギョンファ外相は「韓国企業が関連する事案で、できる限り多くの支援をしている」と説明。サルムサイ外相は韓国民の迅速な支援と共感に感謝の意を表した [19]

- 8月2日
  - アタプー県による報告では、新たに5名の死体を確認（累積18名）、113名が行方不明[20] 。
- 8月4日
  - 6人の死体を新たに発見、累積で30名の死亡が確認され、101名が行方不明。またシンガポールから17名の救援隊が到着し活動を開始[21]
- 8月5日
  - 1名の死体を新たに収容。病院にて3名が死亡したことから死亡は累計34名、行方不明は90人以上となった[22]。
- 8月6-7日
  - 政府特別会議を開催。①国内の総力および外国の支援を合わせ行方不明者の捜索に尽力する、死者については慣習に基づき葬儀を執り行う。④事故究明委員会の設置を指示しブントング・チットマニー副首相・国家監査委員長を事故究明委員会委員長とすることで合意。株主企業の国の政府の代表者がオブザーバーとして参加することができるようにする。同時に、本ダムの建設許可から事前警告に関与した公務員の責任に関する監査委員会を設置し、ブントング・チットマニーが指導を行うとした。⑥全国で現在建設中もしくは完成したダムの技術や品質の監査を行う委員会を設置する。エネルギー鉱山省が中心となり、公共事業運輸省、天然資源環境省、科学技術省、国際的専門家と協力し設計や建設基準の不備などがあれば政府に報告すること。また政府は新たな水力プロジェクトの審査を一時的に停止し、戦略、開発計画などを見直すとした[23]。
- 8月10日
  - 9時頃、アタプー県サナームサイ郡の被災者の子供が井戸の掘削に来ていた業者の車両に接触し死亡 [24]。
- 8月11日
  - 3歳の女児の死体をヒンラート村で発見し死者は累積33名。病院で死亡した3名を加えると36名。一時居住用テントなどの設置進む[25]。
- 8月12日
  - 病院で2名が死亡し死者は累積38名 。98名が行方不明[26]。
- 8月13日
  - 捜索活動を継続しているがコークコング村にて2歳女児の死体を発見。これにより累積34名の死体が確認。また病院では5名が死亡したことから合計39名となった。激しい降雨によりマイ村へのアクセスが困難で泥と水で行動が制限されている。またベトナムから34名の支援隊が到着し8月14日から共同捜索を開始予定[27] 。
  - ブンホーム・ポムマサーサナームサイ郡長（天災対策委員）によるとタモヨート村とピンドング村の避難地には自動車でのアクセスが不可能。航空輸送によるが1日1便もしくは2便で物資が不足している状態と説明。居住地の建設についても急いでおり学校から移転し9月1日の開校に間に合わせたいとした[28]

- 8月15日
  - サナームサイ郡では豪雨に見舞われ、サナームサイ郡中心部が洪水となり捜索活動も困難になり活動を停止。雨の影響でセコング川や他の河川の水位が上昇し中心部が一部洪水となり、また県庁所在地からサナームサイ郡までの道路で3か所が洪水により切断[29]。
  - セカマン1ダムが放水を8月16日14時に行うことから、これに対する洪水対策準備を進めており、セコング川、セカマン川周辺住民や資産の退避が必要となっている。
  - 二度目の洪水被害が発生。テントなども水没している箇所あり[30]
- 8月16日
  - ブンホーム・ポムマサーン・サナームサイ郡長によると、8月16日までセコング川の水位が上昇しており、低地で洪水が発生。サナームサイ郡中心部の2橋梁も浸水し、物資輸送が困難となっているという。特にタモヨート村、ドーンボック村、ピンドング村へのアクセスができない状態。このためヘリコプターのみの輸送が可能。また救援隊も活動を一時停止している状態。政府は、セカマン1ダムの放水により水位が上昇することからミットサムパン小学校、ウドムサイ小学校、サナームサイ中学校での避難地の移動を指示。県庁所在地からサナームサイ郡への接続道路も多くの箇所が浸水しており車両の往来が不可能となっている 。ミットサムパン小学校からハートヤオ村避難所への移動は船で2時間かかる。流木も多く流れており危険な状態 [31]。

- 8月18日
  - ウンラー・サイニャシット・アタプー県副知事によると、現在死体は34名を収容、うち女性18名、10歳以下の子供は女性6名。97名が行方不明[32]。
- 8月19-20日
  - ブントング・チットマニー事故究明委員会委員長は、Dr.Schlies Antonや専門家と同行し、サドルダムDや周辺施設を調査。チャムパサック県知事、アタプー県知事が同行。調査では、プロジェクトの技術的状況、投資企業からの事故原因の報告、請負会社からの初期事故原因調査報告、様々な関係者との協議を実施した。委員長は、両県知事に対して、引き続き影響住民に対して支援を尽力すること、迅速に生活を復興させることを指示。また、調査担当者には、迅速にダム事故の原因究明を、設計会社、建設請負会社、投資会社からの情報や実際の現地情報やビデオ、写真を分析して行うように指示[33]
- 8月20日
  - パロム・リントング国防省軍政治総局副局長によると8月13-14日の大雨により、周辺地域が洪水になっており、マイ村から拠点を移転しているが、捜索は継続しているとのこと。タウーン村（国道1号）からターボック村を経て、ターセングチャン村への接続では9河川を超える必要がある。8月19日までに軍ではパクソン郡からタモヨート村への道を試したが道路が切断されており、深い河が行く手を阻んで進むことができなかった。このためベトナム軍の協力し、サナームサイ郡からマイ村へと泥の中、物資を運び、ヒンラート村へとアクセスしているが車両を使用することができない状態と説明[34]。
- 8月21日 
  - トンルン首相はProf.Dr.Schliess Anton J専門家・ICOLD名誉会長やTEPCOのエンジニアらの表敬訪問を受けた。今回セーピアンセーナムノイダムの事故究明委員会（首相合意54号）と共同作業を実施するためにラオスを訪問したもので、8月19-20日に現地を調査し、情報収集を実施し、今後、原因分析を行う予定。Prof.Dr.Schliess Anton Jは、事故は途上国や高い技術を問わずあらゆる国で起こりうると説明、しかし事故が起こった際には原因を究明し二度と起こさないように今後の経験とする必要があると説明。トンルン首相は今回の調査に謝辞を述べ、引き続き事故究明委員会と協力し、迅速、透明で受容可能な調査結果を待つと述べた[35]
  - パーロム・リントング国防省政治総局副局長は8月21日プレスに答え、8月13-15日の大雨によりセーピアン川がオーバーフローし、マイ村の軍拠点が浸水。このためサナームサイ郡の軍施設へと兵士を移動させ、捜索が停止している。シンガポールの救援隊も捜索を停止し、住民の健康安全作業を実施している。ベトナム第5区軍は帰国し、206病院医療隊のみが継続して現地の救援に当たっている。ラオス人民軍はマイ村の捜索と清掃を実施しており、またトイレ、キッチン、ごみ処理場の建設を進めている段階[36]。
  - ブンホーム・ポムマサーン郡長は、一世帯50万キープの一時金の支払いは1611世帯に支払いが完了しており、またハートニャオ村の一時的居住地の建設は65%の進捗で、9月10日に完成する見通しと説明。他の居住区についてもタモヨートでは91.5%、ドングバークでは33%の整地段階。他の地区については整地することができていない状況という。また、サナームサイ中高学校の一時避難民は開学に合わせるために移動が必要。教材は、一部支援が届いているが不足している。郡病院で治療を受けている患者は4名[36]
- 8月24日
  - パーロム・リントング政治総局副局長の報告では、コークコング村にて遺体らしきものがあるとの情報を受けて40名の隊員を派遣、捜索を行ったが牛の死体であった。遺体は発見されていないとのこと。洪水は依然水位が高く、捜索を行うことが出来ないことから隊員は捜索ではなく居住地建設へと振り分けているとのこと[37]。
- 8月27日
  - 第4回国家天災対策特別委員会会議がビエンチャンで開催。ソーンサイ・シーパンドーン副首相（委員長）らが出席。会議では①現地の備蓄倉庫を十分確保すること、②生活必需品の提供を十分に行うこと、③一時的居住地の規則を作ること、④子供のための活動を続けること、⑤新学期に子供が入学できるようにすること、⑥被害者の健康を配慮すること。を指示[38] 。
- 8月31日
  - 県病院で入院していた1名が死亡したことから累積で40名が死亡、うち女性19名となった。これまで捜索にて遺体が回収されたのは34名、うち女性17名、10歳以下の子供は14名、うち女性7名。病院での死亡は6名、うち女性2名[39]。
- 9月5日
  - アタプー県知事令（1153/PG.AP）を発布、6村の被災者に対し10万キープ/人/月の給付金を別途停止命令が出るまで発給すること、資金は寄付金を用いることを発表[40]。
- 9月12日
  - ハノイで行われた世界経済フォーラムパネルディスカッションにてトンルン首相は事故後全ての新規ダムプロジェクトを中断し、進行中のプロジェクトを検査するとし、また、水力発電事業は国家の収益事業となるとも説明。一方でラオスをアジアのバッテリーと言うのは周辺国の需要に比べて発電能力が限られているとも言及[41]。
- 9月13日
  - ラオス政府は行方不明者の捜索を終了すると発表。これまでラオス人民軍などは被害の大きな6村周辺を中心に捜索を行ってきたが1m以上の土砂や大雨により困難を極めた。おそらく見つかっていない66名はセピアン川へと流されたとみられる[42]。
- 9月17日
  - レッド県知事はサナームサイ郡の行方不明者の緊急捜索は終了し、通常捜索に変更していると説明[43]。10万キープの給付金は6村の7095人を対象に行うと発表[44]。
- 9月19日
  - ソーンサイ国家天災対策特別委員会委員長はプレス発表を行い、当初131名の行方不明としていたものは家族が様々な避難所に避難したり他県の親戚を頼ったりしていたため重複して算出していたことから最終的に66名となったと説明[45]。
  - 事故原因調査としてはスイスの独立調査会社を雇用しダム事故の原因究明を行うと発表した。透明、オープン、責任ある形で実施するとした。同社が独立して調査を実施し2019年1月までに結果を明らかにするとした[46]。
- 9月25日
  - アタプー県庁にてソーンサイ国家天災対策特別委員会委員長は会議を開き、最新の情報によると19村、3081家屋、2657世帯、14108人（女性7705人）が被害を受け、4000億キープの被害となったと報告を受けた。うち6村は大きな被害を受け1124世帯、4571人（女性2224人）。死亡・行方不明者は当初131人としていたが、66名は生存が確認された。これまでに34名の死体が発見され（2名は身元不明）、行方不明は31名となった。また病院で6名が亡くなっている[47]。
- 10月4日
  - ブントングチットマニー事故究明委員会委員長は、ダム決壊事故の原因調査のためにアタプー県を訪問した。今回の訪問では、副ダムDを検査し、現地のラオス人や外国人専門家を慰労したもの。その後、副ダムA、C、E、Fやセピアンダム、ホアイマークチャンダムなどを視察[48]。
- 10月5日
  - ダム事故原因究明委員会会議がパクセーにて開催され、ブントング・チットマニー事故究明委員会委員長らが出席。またICOLDからの調査団や関係者らが出席。会議では、専門家から現地の情報収集や調査方法についての報告が行われた。土壌のサンプリングや設計図面と実際の比較、写真やビデオ情報の分析等々を収集したもの。その後、韓国政府、タイ大使館代表者らは専門家との質疑応答を実施。ブントング委員長は、専門家には早急に分析を進め、現地での専門家の情報収集への協力強化を指示[49]。
- 10月16日、17日
  - それぞれの日に1名の遺骨を発見、ヒンラート村からは60代の女性、およびターセンチャン村からは5-7歳くらいの女児の遺骨が発見された[50]。

## 被災地と被害
- サナームサイ郡はアタプー県の貧困郡の一つで、人口は35,893人（女性17,845人）、8455世帯、6807家屋、40村で構成される。今回被害を受けたのは13村で、うち6村（ヒンラート村、ターセングチャン村、ターヒン村、マイ村、サモング村、ニャイテー村（コークコング地区、ターウアン地区、ドーンムアング地区、ドーンボック地区））が甚大な被害を受けた。他にも7村（タモヨート村、ビンドング村、サイドーンコング村、ポーンサアート村、ノングケー村、ソムポーイ村、ハートウドムサイ村）がある程度の被害を受けた[51]。
- 587世帯、3060人が家を失ったと報告されている[52]。

7月25日時点当初の被災地の情報（7月26日トンルン首相記者会見より）
| No | 被害村名           | 総世帯数 | 総人口 | うち女性 | 総面積(ha) |
| 1  | ヒンラート村       | 123      | 820    | 402      | 210        |
| 2  | ターセングチャン村 | 97       | 537    | 279      | 150        |
| 3  | サモング村         | 67       | 423    | 168      | 90         |
| 4  | ターヒン村         | 159      | 893    | 457      | 210        |
| 5  | マイ村             | 158      | 761    | 361      | 213        |
| 6  | ニャイテー村       | 769      | 3990   | 1963     | 998        |
|    | 6村合計            | 1373     | 7424   | 3630     | 1871       |

- 2018年9月19日のプレス発表では特に大きな被害を受けた6村（ヒンラート村、ターセングチャン村、ターヒン村、マイ村、サモング村、ニャイテー村（コークコング地区、ターウアン地区、ドーンムアング地区、ドーンボック地区））では1611世帯7095人が被災したと発表された[54]。

- 死者・行方不明
  - 2018年8月31日にラオス政府が発表した死者数は40名（うち病院で6名が死亡）[39]。
  - 2018年9月19日にラオス政府が発表した行方不明者は66名[45]
  - 2018年9月25日にアタプー県政府が報告した行方不明者は31名[47]。
  - 約350名の子供が両親もしくは片親を亡くした。ラオス政府は奨学制度を設ける計画[55]。

- 衛生・保健
  - アタプー県保健局によると一時避難所において8月24日段階で11名が強い鬱症状で、また25名が対応が必要な精神症状を発症。これまでに被災者の中で下痢196名（5歳以下23名）、血便60名（同4名）、熱815名（同152名）、呼吸器炎症484名（同109名）、皮膚炎193名（同22名）、肺炎163名（同17名）を発症[56]。
- 教育施設・学童
  - ブンケオ・シンナコーンサナームサイ郡教育スポーツ事務所長代行によると、ターセングチャン小学校、ヒンラート小学校、ターヒンタイ小学校、マイ村小学校、サノングタイ村小学校、コークコング小学校、セピアン中学校が大きな被害を受けている。影響を受けたのは小学生で577人（女性257人）、中高生で315人（女性146人）[57]。
- 農地・農業インフラ
  - サナームサイ郡災害地情報収集・生産復旧計画策定委員によると、8月26日までに集まった被害状況は、大きな被害が出た6村（ヒンラート村、ターセングチャン村、ターヒン村、マイ村、サモング村、ニャイテー村（コークコング、ターウアン、ドーンムアング、ドーンボック））では水田は1097ha（田植え完了面積は1315ha）、畑43ha（53ha中）、水牛1129頭（1214頭中）、牛4340頭（4577頭中）、豚1378匹（1655匹中）、ヤギ276匹（282匹中）、家禽類11971匹（13016匹中）、養魚池267池（稚魚80万匹放流）、水田での鯉飼育937か所、自然の池19池（44ha）、魚の保養地7か所、灌漑施設2か所（セーピアン川取水、ホアイサノング川取水）、植林57ha（66ha中）が甚大な被害。中程度の被害を受けた7村（タモヨート村、ビンドング村、サイドーンコング村、ポーンサアート村、ノングケー村、ソムポーイ村、ハートウドムサイ村）では水田は643ha（673ha中）、畑114ha（614ha中）、水牛1571頭（1916頭）、牛2408頭（3004頭中）、豚469匹（694匹中）、ヤギ51匹（66匹中）、家禽6084匹（7329匹中）、牧草地80ha（100ha中）、養魚池19池（5.5万匹）、自然の池10池（22ha）、植林61ha（82ha中）が被害にあったと報告[51]
- 不発弾
  - 上流部分にあった不発弾が土砂で流され、被災地に散乱している可能性がある[58]。

- カンボジアへの被害
  - 下流のカンボジアのストゥントレン州でも17村が洪水の被害を受けた[59]。

## 支援
- 日本
  - 政府
    - 7月25日、日本政府はラオス政府からの要請により国際協力機構を通じ、テント、毛布等を供与することを決定した[60]。同日、河野太郎外務大臣からサルムサイ・コンマシット（英語版）ラオス人民民主共和国外務大臣に対しお見舞いメッセージを発信した[61]。支援物資は7月27日、ラオスの首都ヴィエンチャンに到着し、ワットタイ国際空港にて引き渡し式典が開催された[62]。

  - 民間
    - タイ日清は世界ラーメン協会 （World Instant Noodles Association 略称:WINA） と共同で、タイのコンケン県商工会議所を通じて、水害被害者に「カップヌードル （CUP NOODLES）」を1万食を支援[63]。
    - 9月17日IV-JAPAN、ラオス赤十字は166世帯830人が避難するタモヨート村の支援を実施したと発表。今回の支援は炊飯器145セット、コメ籠145個、お椀や皿870枚、布団560枚、ごみ袋145箱、ブーツ780足、タオル700枚など9700万キープ相当[64]。

- 韓国
  - 政府
    - 7月26日午前、大韓民国海外緊急救護隊（KDRT）先発隊7名が仁川国際空港からラオスへ出発[65]
    - 7月29日、医療スタッフら20人で構成する国際緊急援助隊を軍用機2機で派遣。前日の28日には毛布や衛生用品など50万ドル（約5500万円）相当の救援物資を「第1次輸送」として現地に届けている[66]
    - 8月7日から政府緊急救護隊第2陣22名を派遣。 コレラなど水因性伝染病の発生防止のための防疫の専門家と疫学調査官ら。また、政府は50万ドル規模の毛布やタオルなどの支援を実施[67]
    - 8月14日緊急救護隊3陣が出発。13人で構成され第2陣と交代。内科、小児科などの医療活動を実施。第2陣は17日から帰国[68]
    - 8月23日、約1ヶ月間の緊急救援支援活動を終了し、第3陣が24日に帰国。今後は復興支援を行うと韓国外交部が発表。今後は中長期的に、民間団体と国際機関を通じた早期回復と再建回復を支援する計画とした[69]
    - 8月29日ユンスング韓国外交部次官補は、ルアンプラバンで開かれた第16回東アジアフォーラム（EAF）に参加した際にサルムサイ外相と会談しユン次官補は、「韓国政府は、被災者救援のための人道支援に続き、再建復旧作業も積極的に支援していく」と説明[70]。

  - 機関
    - ユニセフ韓国委員会はラオスの水・衛生環境の改善のために30万ドルを支援すると発表[71]。

  - 民間
    - 7月27日西部発電ギムビョンスク社長が直接現地を訪問し、韓国電力をはじめ電力グループ会社が用意した100万ドルを寄付すると発表[72]
    - 7月26日建設団体総連合会と建設共済組合などは、2億ウォンを支援すると発表[73]
    - 8月7日ロッテは10万ドルを寄付[74]
    - 台宗総務院長文徳僧侶は9月4日ラオス大使に3億3000万ウォン（約30万ドル）相当の救援物資を提供[75]　9月19日ラオスへと僧侶らを派遣し、緊急物資や水を提供[76]
- 中国
  - 政府
    - 7月25日 “和平列車-2018”にてビエンチャンで活動していた中国人民解放軍医療隊32名の内26名がアタプーにて緊急支援を開始[77]
- シンガポール
  - 政府
    - シンガポール民間防衛隊（SCDF）が派遣、また10万ドルをシンガポール政府から赤十字を通してラオス支援に充てられる[78]
    - 8月13日警察犬3匹を含むシンガポール警察部隊が出発[79]
- タイ
  - 政府
    - タイ政府が開設したアタプー支援募金口座は7月26日から8月14日までに6289万バーツが集まった。8月25日には締め切られる[80]。
    - 8月31日NEDAは50万バーツを支援[81]

  - 王室
    - チュラポーン王女は看護士26人らを9月4-5日に派遣[82]

  - 民間
    - BNK48は7月31日にバンコクで、8月12日にはビエンチャンでチャリティー公演を行い336万バーツを寄付[83]。
- ロシア
  - 政府
    - ロシア緊急省は特別機IL-76にて36トン分の支援物資（テント、ボート、食糧等）をラオス政府へと提供[84]。
- アメリカ
  - 政府
    - USAIDはシェルターキット250世帯分を配布。シェルターキットはハンマー、ワイヤー、ロープ、鋸、シャベルなどで構成[85]。
    - 2018年9月10-11日アメリカ大使は被災地を訪問、ミットサムパン小学校、サナームサイ中高等学校、コークコング小学校を訪問[86]
- オーストラリア
  - 政府
    - 8月31日Jean Bernard Carrasco豪大使はDr.ペット首相府大臣を表敬訪問し、300万ドルでサナームサイ郡支援を実施すると説明[87]
- ラオス
  - 政府
    - 9月5日アタプー県知事令（1153/PG.AP）を発布、6村の被災者に対し10万キープ/人/月の給付金を別途停止命令が出るまで発給すること、資金は寄付金を用いることを発表[40]。

## 復興
- 避難所建設・新居住区建設
  - 2018年8月6日付 被災者の一時的および永続的居住地の規定に関するアタプー県知事合意にて以下の地区を居住地に決定[88] 。

| 一時的避難所                     | 永続的居住区           |
| トーマヨート村                   | トーマヨート村         |
| ハートニャオ小学校（SK建設）     | ターセングチャン村地区 |
| ピンドング村                     | ピンドング村           |
| ドングバーク村（SK建設）         | ドングバーク村         |
| ドーンボック地区（ニャイテー村） |                        |

- -     - 一時的居住地は３-５年間の使用を想定し、永続的居住地は完成まで５年程度かかる見込み[89] 。

- ハートニャオ村一時的宿泊所
  - 韓国SK建設は7月29日から、被災者の一時宿泊施設の建設工事を開始。政府が提供したハートニャオ村の1万㎡の敷地に150余世帯の大規模な宿泊施設を建てる工事。完成すれば、学校の3カ所に分かれて生活してきた被災者たちは、バスルームなどの基礎設備を備えた環境で生活することができるようになるとしている[90] 。
  - 一時的避難所は3-5年間の居住を計画しており、ハートニャオ村小学校(SK建設が担当)、ドングバーク村（PNPCとSK建設が担当）、ターセングチャン村の被災者が居住するドーンボック地区（政府が担当）、ヒンラート村の被災者が居住するトモヨート村（政府が担当）、サモング村の被災者が居住するピンドング村（政府が担当）の5か所。永続的居住地の完成には5年かかる見込み[89] 。
  - 9月5日ハートニャオ村の一時的居住地の開所式を実施。10棟140室、トイレ5棟、深井戸2基で構成[91]。
- ドングバーク村一時的宿泊所
  - 4.8haで50家屋、468室を備える施設をSK建設により建設[92][47]
- サナームサイ郡中学校一時的宿泊所
  - ケオサムパン・マイニング社はサナームサイ郡中学校の敷地内に一時的宿泊所を建設。9月5日郡への引き渡し式を実施。居住地は3棟で1棟10室で構成、同社は引き続き3棟を建設するとしている[93]。

- 道路・橋梁
  - アタプー県庁所在地からサナームサイ郡を結ぶ国道18号Aには12の木製橋梁があるが3トン規格。鉄製の橋に置き換えるとしてSKグループが4橋梁の建設に支援、交通公社が委託を受けて2か月で建設を実施[27]。
  - 中国政府による無償資金協力により中鉄ニ局集団有限公司は①ホアイベーブノイ川（タムマルーイ村）、②ホアイカンチャーン川（ミットサムパン村からハートニャオ村間）の橋梁の付け替えを実施。9月中に完成する計画[94]
    - 2018年9月26日ラオス政府は中鉄二局、中国電建に対してアタプー県の国道18号Aの橋4か所の建設支援に対して開発勲章を授与[95]。

## 事故原因の究明
- ラオス国内の動き
  - 2018年7月26日のラオス政府によるプレスが行われ、カムマニーエネルギー鉱山省大臣は事故について説明。7月22日にサドルダムDにて亀裂を発見、危険なため下流地域の避難を指示。7月23日水位が789.1m/ASLとなり、設計高度788.50m/ASLを越えた。同日22時ごろから副ダムDが14mほど流出しだした（およそ5億トン以上）と説明。ダムは完成前で十分な水圧を受ける能力を備えていなかった、通常は建設後一定期間固まるまで保全する必要があるが、多くの水が流入したことで耐え切れなくなった。これによりサドルダムDが20mほど沈下したと説明[96]
  - 2018年9月19日ソーンサイ国家天災対策特別委員会委員長はプレス発表を行い、スイスの独立調査会社を雇用しダム事故の原因究明を行うと発表した。透明、オープン、責任ある形で実施するとした。同社が独立して調査を実施し2019年1月までに結果を明らかにするとした[46]。
  - 2018年10月5日ダム事故原因究明委員会会議がパクセーにて開催され、ブントング・チットマニー事故究明委員会委員長らが出席。またICOLDからの調査団や関係者らが出席。会議では、専門家から現地の情報収集や調査方法についての報告が行われた。土壌のサンプリングや設計図面と実際の比較、写真やビデオ情報の分析等々を収集したもの。その後、韓国政府、タイ大使館代表者らは専門家との質疑応答を実施。ブントング委員長は、専門家には早急に分析を進め、現地での専門家の情報収集への協力強化を指示[49]。
- 韓国での動き
  - 8月27日、韓国市民社会タスクフォース（TF)は、SK建設、韓国企画財政部、韓国輸出入銀行に対して公開質疑書を発送。韓国政府は、深い責任を感じてそれに伴う措置を取るべきだと主張。SK建設に対する質疑書では、主に以下の質問となっている[97]。  ▷SK建設が「集中豪雨による氾濫」と主張する根拠、▷ラオス政府の手抜き工事の可能性との指摘に対するSK建設の立場、▷SK建設が設計段階で把握した最大降水量、▷ダム事故直後から今までの事故対応のためSK建設がとった措置の日誌公開、▷独立真相調査計画かどうか、▷カンボジア、地域住民の被害状況の把握、▷被害地域の回復と再建のための計画。
  - 9月17日市民社会TFはSK建設に対して責任ある措置をとるように要求。SK建設は面談要求を拒否しており社会的責任を果たしていないと糾弾。質問書に対する回答も得られていないとした[98]。

## ダム運営への影響
- 株主であるラチャブリ発電によると当初は2019年2月から商業発電を開始する計画であったが2019年末へとずれ込む見込み[99]。